# Stones Grow Her Name
Stones Grow Her Name är det sjunde studioalbumet av det finländska power metal-bandet Sonata Arctica från 2012, utgivet av skivbolaget Nuclear Blast. Alla låtarna på albumet är skrivna av Tony Kakko.

## Låtlista
1. "Only the Broken Hearts (Make You Beautiful)" – 3:24
2. "Shitload of Money" – 4:52
3. "Losing My Insanity – 4:03
4. "Somewhere Close to You" – 4:14
5. "I Have a Right" – 4:48
6. "Alone in Heaven" – 4:32
7. "The Day" – 4:15
8. "Cinderblox" – 4:04
9. "Don't Be Mean" – 3:18
10. "Wildfire, Part: 2 - One With the Mountain" – 7:54
11. "Wildfire, Part: 3 - Wildfire Town, Population: 0" – 8:00

Limited Edition bounuslåt
1. "Tonight I Dance Alone" – 3:27 (på digipak-versionen i Nordamerika och Europa)[4][5]

Bonuslåt, Japan-utgåvan
1. "One-Two-Free-Fall" – 3:49[6]

Bonus-CD med akustiska låtar ("Japan, Tour edition")
1. "Only the Broken Hearts (Make You Beautiful)" – 4:29
2. "I Have a Right" – 5:55
3. "Alone in Heaven" – 5:25
4. "Somewhere Close to You" – 3:28

## Singlar
- "I Have a Right" (släpptes 18 april 2012)
- "Shitload of Money" (släpptes 24 augusti 2012)
- "Alone in Heaven" (släpptes 30 augusti 2013)

## Medverkande
Musiker (Sonata Arctica-medlemmar)
- Tony Kakko – sång, bakgrundssång, keyboard
- Elias Viljanen – gitarr
- Marko Paasikoski – basgitarr
- Henrik Klingenberg – keyboard
- Tommy Portimo – trummor

Bidragande musiker
- Mika Mylläri – trumpet (spår 2)
- Sakari Kukko – saxofon (spår 2)
- Peter Engberg – akustisk gitarr, banjo, viola caipira (spår 5, 6, 8, 9)
- Timo Kotipelto – bakgrundssång (spår 1, 2, 5, 6)
- Lauri Valkonen – kontrabas (spår 8, 10)
- Pekka Kuusisto – violin (spår 8 – 11)
- Anna Lavender – kvinnoröst (spår 5)

Produktion
- Sonata Arctica – producent
- Nino Laurenne – producent, ljudtekniker (bakgrundssång spår 1, 2, 5, 6, gitarr)
- Petri Ahvenainen – ljudtekniker (gitarrer)
- Pasi Kauppinen – ljudtekniker (trummor, basgitarr, hammondorgel)
- Elias Viljanen – ljudtekniker (gitarr)
- Henrik Klingenberg – ljudtekniker (keyboard)
- Tony Kakko – ljudtekniker (keyboard, sång), ljudmix
- Mikko Karmila, Marko Paasikoski – ljudmix
- Svante Forsbäck – mastering
- Gina Pitkänen, Janne Pitkänen – omslagsdesign, omslagskonst
- Terhi Ylimäinen – foto